# Carl Adam Seth

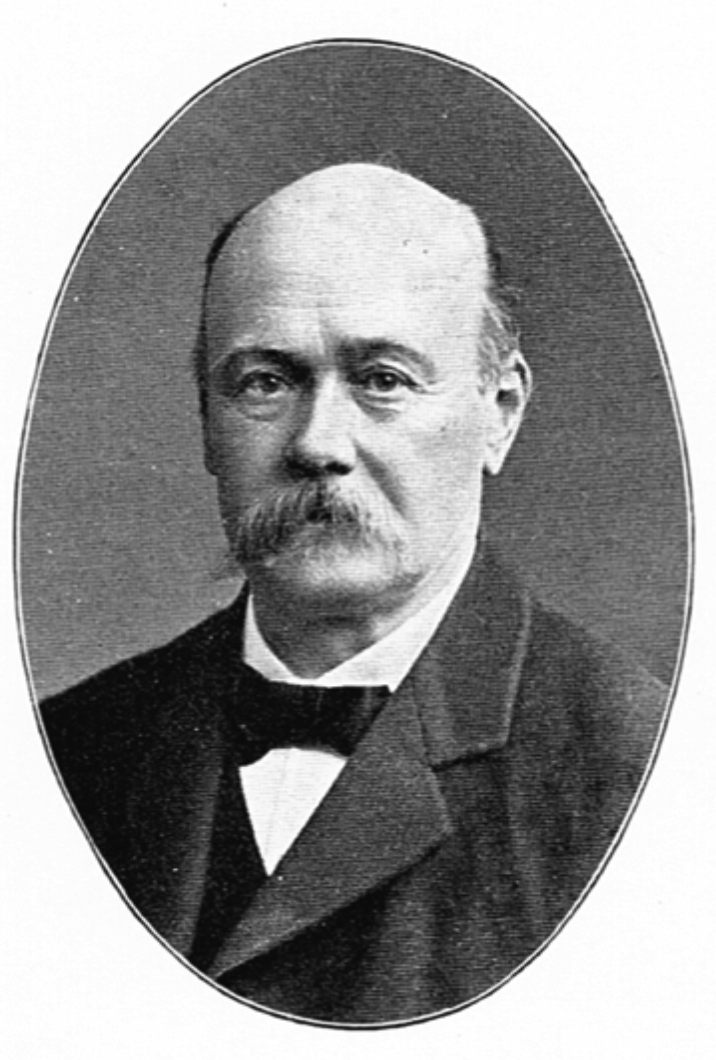
Carl Adam Seth.

Carl Adam Theodor Seth, född 29 januari 1850 på Mölneberg i Burseryds socken, död där 9 februari 1909, var en svensk botaniker och konservator.
Carl Adam Seth var son till kronolänsmannen Abraham Gustaf Seth. Efter mogenhetsexamen i Jönköping 1874 inskrevs han som student vid Uppsala universitet, där han dock inte avlade någon examen. Seth innehade lärarförordnanden vid folkskola eller läroverk under större delen av tiden 1875–1886 och undervisade i botanik och zoologi vid Ultuna lantbruksinstitut 1883, 1887, 1888 och 1892. Han knöts 1888 som amanuens till Uppsala botaniska trädgård, och 1893 tillförordnad samt 1895 ordinarie konservator vid Uppsala botaniska museum. Från 1885 var han även vårdare av studentkårens växtsamling. Seths botaniska insats gällde främst mossorna. Under vidsträckta resor i Sverige samlade han ett rikt material, som ökade kunskapen om mossornas utbredning, och i Thorgny O.B.N. Kroks och Sigfrid Almquists kryptogamflora bearbetade han levermossorna.